# 彭晓春
彭晓春（1961年11月—），男，汉族，广西合浦人，中华人民共和国政治人物，曾任中共百色市委书记、广西壮族自治区政协副主席。

## 生平
1984年毕业于广西师范大学政治系政治专业。1987年毕业于华中师范大学政治系思想政治教育专业。1989年取得中央党校理论部研究生班党的建设专业硕士。
1997年任中共扶绥县委书记。2000年任中共柳州市委常委、宣传部部长。2004年任柳州市委副书记。2008年任广西壮族自治区党委副秘书长、办公厅主任，自治区党委政策研究室主任。
2010年任中共贺州市委书记、市人大常委会主任。2013年到2021年4月任中共百色市委书记、市人大常委会主任。
2018年任广西壮族自治区政协副主席。2023年1月届满卸任。
2025年6月，因涉嫌严重违纪违法，接受中央纪委国家监委纪律审查和监察调查。